# 品川区役所
品川区役所（しながわくやくしょ）は、特別地方公共団体（特別区）である品川区の組織が入る施設（役所）である。

## 概要
1947年（昭和23年）に、旧・品川区と荏原区が合併して、新生・品川区が発足した際に、北品川の旧・品川区役所を本庁舎、中延の旧・荏原区役所を荏原支所として利用し、その後老朽化を受けて、1968年（昭和43年）に広町に新庁舎を建て、これまでの本庁舎・分庁舎をすべて統合した。なお、旧品川区役所の跡地には品川保健センター、荏原支所の跡地には荏原文化センターが建てられている。

## アクセス
品川区役所本庁舎
- 東日本旅客鉄道 京浜東北線
- 東急電鉄 大井町線
- 東京臨海高速鉄道 りんかい線

大井町駅より徒歩8分
- 東急大井町線

下神明駅より徒歩5分